# P903i
FOMA P903i（フォーマ・ピー きゅう まる さん アイ）は、パナソニック モバイルコミュニケーションズによって開発された、NTTドコモの第三世代携帯電話 (FOMA) 端末製品である。

## 概要
フォルムはP902iを引き継いだカスタムジャケットである。ワンプッシュオープンボタンも健在で、今回は「あんしんキー」を同梱してあり、これを持ったまま携帯から離れると、携帯がロックされる機能をもつ。メインディスプレイは2.4インチQVGA(240×320ドット)を採用している。オーディオプレイヤーとしてSD-Audio(AAC/AAC+SBR)に対応（使用するには本体購入時添付のCDに収録されているSD-Jukeboxが必須となる）し、連続70時間再生が可能である。また、903シリーズで唯一、Bluetooth (Ver.1.2 準拠)も搭載 しており、ワイヤレスイヤホンなどにも対応している。搭載されるカメラはオートフォーカス320万画素νMaicovicon。テレビ電話用のサブカメラはCMOS約11万画素。新しいコンテンツとしてP-MoviePlayerを搭載し、高画質映像をダウンロードして楽しめるようになった。外部メモリーカードは新しくmicroSDメモリーカード（2GBまで・ドコモ発表）に対応。
また、「.」「@」「-」「_」「/」など一部の半角文字のキーが「*」から「1」へ変更。Panasonic製mova端末にあった受信/送信ボックス内でのショートカットキー(削除、保護、拡大縮小、メールアドレス表示切り替えなど)の一部や閉じたままでマナーモードにできるなどの機能が復活している。
文字入力も変更点があり、入力候補に選択時に英数カナ切り替えが行えるようになった。また、入力候補も3行2列から4行2列表示に変更された。
この端末のボタンは白色に光り、設定によって明るい場所では光らないようにすることも可能。また、カメラ部下方にはイルミネーションが発光可能なイルミネーションライトが装備されており、多種多様なバリエーションの発光パターンを選択できる。さらに、「ジャケットコーディネーター」でカスタムジャケット用に最適な光のデータをダウンロードすることも可能で、シルバー、フォトブラック、マリンフラワー色のカスタムジャケットを装備した状態でイルミネーションを発光させると、模様が浮かび上がってくる。（純正で10種のカスタムジャケットが販売されている）
iアプリは「ぷよぷよ～ん＆コラムス」、「ケータイコーディネーター」と、同機専用アプリである「DIRGE of CERBERUS LOST EPISODE -FINAL FANTASY VII-」 をプリインストールしている。
FOMA 903i シリーズ共通の機能として、着うたフル、GPS、メガiアプリ、ICカードによる認証、3Gローミング (WORLD WING) に対応した。きせかえツールは非対応。また、903シリーズではSO903iと共にフルブラウザに非対応である。
オレンジ×オレンジのみボタンのフォントが異なる。

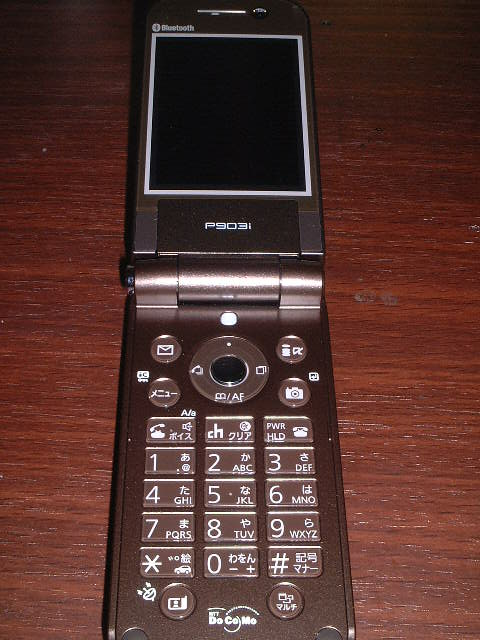
開いた状態
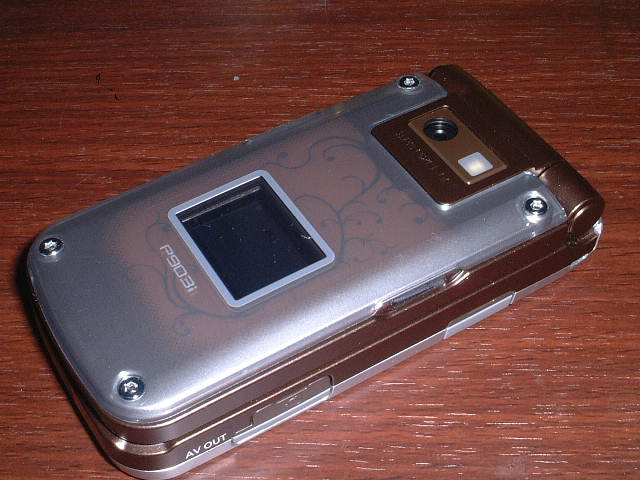
閉じた状態

| 主な対応サービス           | 主な対応サービス                    | 主な対応サービス         | 主な対応サービス                                |
| -------------------------- | ----------------------------------- | ------------------------ | ----------------------------------------------- |
| DCMX／おサイフケータイ     | うた・ホーダイ                      | 着うたフル／着うた       | デジタルオーディオプレーヤー(AAC)(SDオーディオ) |
| 直感ゲーム／メガiアプリ    | Music&Videoチャネル／ビデオクリップ | 3Gローミング             | プッシュトーク                                  |
| FOMAハイスピード           | GPS／ケータイお探し                 | デコメール／デコメ絵文字 | iチャネル                                       |
| 着もじ                     | テレビ電話／キャラ電                | 電話帳お預かりサービス   | フルブラウザ                                    |
| おまかせロック／バイオ認証 | 外部メモリー／iモードコンテンツ移行 | トルカ                   | iC通信／iCお引越しサービス                      |
| きせかえツール／マチキャラ | バーコードリーダ／名刺リーダ        | 2in1                     | エリアメール                                    |

- 開いた状態
- 閉じた状態

## 歴史
- 2006年8月8日：技術基準適合証明 (TELEC) 通過
- 2006年8月31日：電気通信端末機器審査協会 (JATE)通過
- 2006年10月12日: D903i・D903iTV・F903i・F903iX HIGH-SPEED・N903i・N902iL・P903i・P903iTV・P903iX HIGH-SPEED・SH903i・SH903iTV・SO903i・SIMPURE L1・SIMPURE N1の開発が発表。
- 2006年11月1日：発売開始

## 不具合
- 一部の個体に限り、本体を開けて閉じる際にカスタムジャケットの中からきしむ音が聞こえることがある[要出典]。
- メール機能の自動振り分け機能で、送受信BOXに追加したフォルダの削除を行った後に「再振り替え」を行うと、エラーを起こし、待ち受け画面に戻ってしまうことがある[4]。ソフトウェアアップデートを行い解決できる。
- 文字入力の際、「穂」を入力しようとすると、「恵」の右肩の部分に「`」が付いた文字が表示される[4][5]。ソフトウェアアップデートで解決できる。
- 電話やメール着信時、着信メロディが停止した後すべてのバックライトが点灯するが、バイブレータ設定で「メロディ連動」に設定した場合、着信メロディ停止後に「開始ボタン」、「クリアボタン」、「終了ボタン」より下にあるボタンのバックライトが点灯しない場合がある[4]。ソフトウエアアップデートで解決できる。
- 一部のPanasonic製SDミニコンポでmicroSDに録音した音楽データを再生すると再生エラーが発生する[6]。

「P903iTV」「P903i」「P703i」　ソフトウェアアップデートお知らせ

## 接続機器等
- モバイルキャストmLink R

ワイヤレスで音楽が聴け、電話が掛かってくるとハンズフリーになる。